# Le Fol
Le Fol (franz. für Der Joker) ist das zweite Studioalbum der norwegischen Hard-Rock-Band Audrey Horne. Es erschien zunächst im Sommer 2007 in Norwegen und dann am 22. März 2008 im Rest der Welt via Indie Recordings.

## Entstehung
Das Album entstand in einer für die Band chaotischen Zeit. Sowohl der Bassist Tom Cato Visnes als auch der Keyboarder Herbrand Larsen verließen die Gruppe während des Songwritings. Gleichzeitig verlor Audrey Horne ihren Vertrag mit Tuba Records. Zu viert schrieb die Band am Material weiter. Insgesamt zwanzig Lieder entstanden während dieser Zeit. Da der Produzent des Debütalbums No Hay Banda Joe Barresi nicht verfügbar war, entschied sich die Gruppe, das Album selbst aufzunehmen.
Die Aufnahmen fanden in den Earshot Studios in Bergen statt. Produziert wurde das Album vom Gitarristen Arve Isdal, der auch noch den Bass einspielte. Als Gastmusiker traten Herbrand Larsen, der Orgel, Mellotron und Keyboards einspielte sowie Olav Iversen, der Hintergrundgesänge beisteuerte. Herbrand Larsen übernahm noch die Abmischung des Albums. Gemastert wurde Le Fol von Håkan Åkesson. Für das Lied „Threshold“ wurde ein Musikvideo gedreht. Regie führte Alex Herron.

## Hintergrund
Der Albumtitel Le Fol bezieht sich auf die gleichnamige Tarotkarte. In einem Interview erklärte Sänger Torkjell Rød, dass der Joker eine naive, optimistische Person sei, die sich überall einmische, ohne über die Konsequenzen nachzudenken.

„Auf dem Bild sieht man einen geschiedenen Mann mit Narben und Blut an seinen Händen, was offensichtlich aus einer gescheiterten Beziehung herrührt und er gibt die Tarotkarte "Le Fol" an einen neu verheirateten Mann weiter. Dies soll eine Warnung darstellen: "Sei vorsichtig, dir könnte das genauso passieren". Ich mag die dunkle Note in dem Bild und das passt hervorragend zu den Texten.“

In den Texten gehe es um die Liebe, von einem düsteren Standpunkt aus betrachtet. Laut Gitarrist Isdal gehe es um zerbrochene Beziehungen, Alkoholmissbrauch, Kämpfe, Drogen und Wut. Sänger Rød holte sich die Inspiration dazu durch seinen Hauptberuf als Tätowierer.
Bei dem Lied Last Call kritisiert Rød die Gothic- und Emo-Szene, die von Geschäftemacherei vereinnahmt wurde. Wish You Hell handelt von Klassentreffen. In einem Interview erklärte Rød, dass er bei einem Klassentreffen viele Leute wiedergetroffen habe, die er eigentlich gar nicht mehr wiedersehen wollte. In So Long, Euphoria gehe es um eine sich am Ende befindende Beziehung, bei der keiner der Partner den Mut habe anzusprechen, dass eine Trennung besser für beide wäre.

## Rezeption
Das Album erhielt von der Fachpresse gute bis sehr gute Kritiken. Rock-Hard-Chefredakteur Götz Kühnemund bezeichnete Le Fol als „Überraschungstreffer“ und attestiert der Band, dass sie „gute, kompakte und eingängige Rocksongs schreibt die zu viel Klasse haben, um ignoriert zu werden“. Kühnemund vergab 8,5 von zehn Punkten. Laut dem Rezensenten Dario vom Onlinemagazin allschools.de schafften es Audrey Horne „fast ohne Ausfälle nur Hits zu schreiben, die verdammt viel Spaß machen und einem eigentlich übersättigten Genre interessanter neue Aspekte verschaffen“. Dario bewertete das Album mit acht Punkten. Negativ äußerte sich Nils Herzog vom Onlinemagazin musikreviews.de. Herzog kritisierte, dass beim Gesang zu viel auf Effekte und Verfremdung gesetzt wurde und das das Album mit zu viel belanglosem Füllmaterial verkittet wurde. Er gab dem Album acht von 15 Punkten.

## Chartplatzierungen
| ChartsChartplatzierungen | Höchstplatzierung | Wochen |
| ------------------------ | ----------------- | ------ |
| Norwegen (IFPI)          | 22 (1 Wo.)        | 1      |

Bis zur Veröffentlichung ihres dritten, selbstbetitelten Studioalbums verkaufte sich das Album in Norwegen über 10.000 Mal. 

## Auszeichnungen
Le Fol wurde für den Spellemannprisen in der Kategorie Metal nominiert. Der Preis ging jedoch an die Black-Metal-Band Mayhem für ihr Album Ordo Ad Chao. Auch für den Alarmprisen wurde Le Fol nominiert. Ausgezeichnet wurden allerdings Dimmu Borgir für das Album In Sorte Diaboli.